# 萨曼莎·理查兹
萨曼莎·理查兹（英語：Samantha Richards，1983年2月24日—），澳大利亚女子篮球运动员，司职后卫。她曾代表澳大利亚国家队参加2012年夏季奥林匹克运动会女子篮球比赛，获得一枚铜牌。